# Zduri
Zduri su bili dvanaest kneženih dvorjana u starom Dubrovniku, koji su držali počasnu stražu prilikom ceremonija (proslava svetog Vlaha, slanje poklisara u Carigrad...) Prilikom službe bili su obučeni u crvenom odijelu s crnim pojasom, s crvenim plaštem, vlasuljom i crvenom kapicom. Svečanost Sv. Vlaha u Dubrovniku
Antonio Vučetić je u časopisu Srđ opisao jednu takvu ceremoniju:
 Bješe osvanulo dne... 1708. godine u Dubrovniku... nebrojeni narod vrvi oko Dvora... Zduri se u crvenom odijelu i soldati sakupljaju... S viječnicima dolazi i preuzvišeni knez, zaodjeven kneževskijem plaštem od crvene svile... te šalje zdure da zovu poslanike...
Broj dvanaest zdura uz kneza nije slučajan. Po Bibliji Isus je imao 12 apostola, kao slika 12 izraelskih plemena nad kojima vlada Bog. Vladar reprezentuje Boga na zemlji, a njegove sluge, anđeli su njegva pratnja i obezbjeđenje. Vojvoda Mirko Petrović u spjevu "Boj na Ništicama" (1862) piše: "Šetnju šeta crnogorski knjaže, po ravnome Polju Cetinjskome, Oko njega dvanaest vojvodah."